# 오타니 도모히사
오타니 도모히사(일본어: 大谷 智久, 1985년 2월 14일 ~ )는 일본의 전 프로 야구 선수이며 현 야구 지도자이다. 현재 퍼시픽 리그인 지바 롯데 마린스의 2군 투수 코치이다.

## 인물

### 프로 입단 전
오카야마현 니미시에서 태어나 초등학생 때 가나가와현 요코하마시의 ‘에다 브랜치스’라는 팀에서 소프트볼을 시작했고 오사카부의 이바라키 시립 세이료 중학교 재학 시절에는 연식야구부에 소속하여 오사카 대회에서 우승을 이끌었다.
호토쿠가쿠엔 고등학교에 진학한 이후에는 2학년 봄부터 주전 투수가 되어 오자키 마사야 등과 함께 3학년 때에는 제74회 선발 고등학교 야구 대회에 출장해 니시무라 겐타로, 시라하마 유타 등을 내세운 고료 고등학교, 스나가 히데키를 내세운 우라와가쿠인 고등학교, 다니 데쓰야를 내세운 나루토 공업고등학교 등을 누르고 우승했다. 자신은 첫 경기부터 결승전까지 6일 동안 5경기를 모두 완투했다. 여름에는 효고 대회(전국 고등학교 야구 선수권 효고 대회) 결승전에서 사카구치 도모타카를 내세운 고베 국제대학 부속고등학교를 눌렀고 하계 고시엔 대회에서 춘계와 하계 대회 연속 출전을 이루는 데 성공했지만 1차전에서 우라와가쿠인 고등학교에게 패했다.
고교 졸업 후 도쿄 6대학 야구 연맹 소속인 와세다 대학 스포츠 과학부에 진학하여 1학년 봄부터 리그전에 등판했다. 2학년 이후로는 주전급이 되어 리그전 통산 51경기에 등판해 18승 8패, 평균 자책점 1.79, 탈삼진 202개의 성적을 남겨 4학년 봄에는 최우수 평균 자책점 타이틀을 획득했다. 사회인 야구팀 토요타 자동차에 입사한 후에도 1년째부터 공식전에 등판하여 도시 대항 야구 대회와 사회인 야구 일본 선수권 대회에 3년 연속으로 출전했다. 선수권 대회에서는 2007년, 2008년에 2연패를 달성해 특히 2008년에는 최우수 선수상을 수상했고, 2009년 제80회 도시 대항 야구 대회에서는 준우승하여 우수 선수상을 수상했다.
2009년 드래프트 회의에서 지바 롯데 마린스로부터 2순위 지명을 받아 계약금 8,000만 엔, 연봉 1,500만 엔(금액은 모두 추정 액수)으로 계약하고 입단, 등번호는 그 해에 은퇴한 고미야마 사토루가 착용했던 ‘14’번으로 결정되었다. 참고로 팀 동료 오기노 다카시는 지바 롯데로부터, 나카자와 마사토는 도쿄 야쿠르트 스왈로스로부터 각각 1순위 지명을 받았다.

### 프로 입단 후

#### 2010년 ~ 2011년
2010년 4월 23일의 후쿠오카 소프트뱅크 호크스전에서 구원 투수로서 프로 데뷔 첫 등판을 했고 같은 달 25일 소프트뱅크전에서는 그 날 선발로 나선 가와고에 히데타카가 부상으로 강판된 이후 2회 중간부터 롱릴리프를 하여 퍼시픽 리그의 신인으로서는 최초로 승리 투수가 되었다.
2011년에는 개막을 1군에서 맞이하였는데 당초에는 롱릴리프로 호투했다. 그 후 빌 머피의 이탈 등에 의해 5월 31일 도쿄 야쿠르트 스왈로스전에서 처음으로 선발 마운드에 올랐다. 이후 선발로서 기용되었고 7월 2일의 도호쿠 라쿠텐 골든이글스전에서 선발 첫 승리를 거뒀다. 그러나 8월 중순부터는 제구력 난조로 부진하는 경우가 많아 9월 4일 이후에는 또다시 중간 계투로 배치 전환되었다. 결국 선발로서는 15경기에 등판하여 3승 9패, 평균 자책점 4.21, WHIP 1.36 등 기대에는 못 미쳤지만 구원에서는 19경기에 등판해 평균 자책점 1.11, WHIP 0.84라는 뛰어난 성적을 남겼다.

#### 2012년
4월 19일 1군에 승격하여 롱릴리프나 팀이 지고 있을 때 구원으로 등판하는 기회를 많이 얻었다. 7월 이후에 들어서자 선발도 6경기에 나와 소화하는 등의 활약을 보였다.

## 플레이 스타일
평균 구속이 약 138km/h의 빠른 공에 투심 속구, 슬라이더, 컷 패스트볼, 커브, 포크볼, 체인지업이라는 다채로운 구질로 공을 던진다.

## 에피소드
- 아마추어 시절부터 ‘길러도 안 어울리고, 잠버릇을 고쳐도 성가시다’이라는 이유로 자신의 이발기로 이발을 했으며 ‘바다돌이’라고 자칭하는 까까머리가 트레이드 마크이다.[1]
- 사회인 시절 감독이었던 가와시마 가쓰지는 ‘욱하긴 해도 성실하다’, 고교 시절의 감독인 나가타 유지는 ‘노력하는 아이’라고 평가했다.[1]
- 배우 모리야마 미라이, 격투가의 나가시마☆지엔오쓰☆유이치로와 호토쿠가쿠엔 고등학교의 동기이며 선발 야구 대회에 우승했던 경기에서는 모리야마와 알프스 스탠드에서 응원하고 있었다.

## 상세 정보

### 출신 학교
- 호토쿠가쿠엔 고등학교
- 와세다 대학

### 선수 경력
사회인 시대
- 토요타 자동차

프로팀 경력
- 지바 롯데 마린스(2010년 ~ 2020년)

지도자 경력
- 지바 롯데 마린스 2군 투수 코치(2021년 ~ )

### 개인 기록

#### 투수 기록
- 첫 등판 : 2010년 4월 23일, 대 후쿠오카 소프트뱅크 호크스 4차전(지바 마린 스타디움), 7회초 2사에 3번째 투수로서 구원 등판, 1과 1/3이닝 무실점
- 첫 승리 : 2010년 4월 25일, 대 후쿠오카 소프트뱅크 호크스 6차전(지바 마린 스타디움), 2회초 무사에 2번째 투수로서 구원 등판, 3과 1/3이닝 무실점
- 첫 탈삼진 : 상동, 3회초에 야마자키 가쓰키로부터 헛스윙 삼진
- 첫 홀드 : 2010년 5월 3일, 대 홋카이도 닛폰햄 파이터스 7차전(지바 마린 스타디움), 6회초에 3번째 투수로서 구원 등판, 1이닝 무실점
- 첫 선발 : 2011년 5월 31일, 대 도쿄 야쿠르트 스왈로스 1차전(QVC 마린필드), 5와 2/3이닝 2실점 5탈삼진(무자책점)으로 패전 투수
- 첫 선발 승리 : 2011년 7월 2일, 대 도호쿠 라쿠텐 골든이글스 8차전(일본 제지 클리넥스 스타디움 미야기), 7과 1/3이닝 2실점

#### 타격 기록
- 첫 타석 : 2011년 5월 24일, 대 히로시마 도요 카프 2차전(MAZDA Zoom-Zoom 스타디움 히로시마), 4회초에 후쿠이 유야로부터 2루 땅볼
- 첫 안타 : 2011년 6월 6일, 대 주니치 드래곤스 4차전(나고야 돔), 5회초에 멕시모 넬슨으로부터 우중간 2루타

### 등번호
- 14(2010년 ~ 2020년)
- 85(2021년 ~ )

### 연도별 투수 성적
| 연 도      | 소 속      | 등 판 | 선 발 | 완 투 | 완 봉 | 무 4 구 | 승 리 | 패 전 | 세 이 브 | 홀 드 | 승 률 | 타 자 | 이 닝 | 피 안 타 | 피 홈 런 | 볼 넷 | 고 4 | 몸 맞 | 탈 삼 진 | 폭 투 | 보 크 | 실 점 | 자 책 점 | 평 자 책 | W H I P |
| ---------- | ---------- | ----- | ----- | ----- | ----- | ------- | ----- | ----- | -------- | ----- | ----- | ----- | ----- | -------- | -------- | ----- | ---- | ----- | -------- | ----- | ----- | ----- | -------- | -------- | ------- |
| 2010년     | 지바 롯데  | 11    | 0     | 0     | 0     | 0       | 1     | 1     | 0        | 1     | .500  | 70    | 15.0  | 22       | 2        | 4     | 0    | 0     | 5        | 0     | 0     | 12    | 12       | 7.20     | 1.73    |
| 2011년     | 지바 롯데  | 34    | 15    | 0     | 0     | 0       | 3     | 9     | 0        | 5     | .250  | 497   | 120.0 | 123      | 8        | 23    | 1    | 3     | 78       | 1     | 0     | 49    | 45       | 3.38     | 1.22    |
| 2012년     | 지바 롯데  | 42    | 6     | 0     | 0     | 0       | 4     | 6     | 0        | 5     | .400  | 345   | 81.2  | 84       | 1        | 19    | 1    | 1     | 44       | 2     | 0     | 30    | 29       | 3.20     | 1.26    |
| 2013년     | 14         | 9     | 0     | 0     | 0     | 2       | 5     | 0     | 0        | .286  | 222   | 47.2  | 59    | 8        | 16       | 0     | 4    | 27    | 0        | 0     | 38    | 37    | 6.99     | 1.57     |         |
| 2014년     | 49         | 1     | 0     | 0     | 0     | 2       | 2     | 0     | 23       | .500  | 230   | 60.1  | 45    | 2        | 10       | 1     | 4    | 40    | 0        | 0     | 13    | 13    | 1.94     | 0.91     |         |
| 2015년     | 56         | 0     | 0     | 0     | 0     | 3       | 1     | 0     | 32       | .750  | 250   | 64.0  | 57    | 4        | 5        | 0     | 2    | 53    | 1        | 0     | 21    | 17    | 2.39     | 0.97     |         |
| 2016년     | 32         | 0     | 0     | 0     | 0     | 1       | 3     | 0     | 13       | .250  | 135   | 31.1  | 32    | 2        | 10       | 0     | 1    | 15    | 0        | 0     | 14    | 12    | 3.45     | 1.32     |         |
| 2017년     | 55         | 0     | 0     | 0     | 0     | 3       | 2     | 0     | 23       | .600  | 214   | 52.0  | 47    | 5        | 14       | 0     | 1    | 33    | 1        | 0     | 20    | 18    | 3.12     | 1.17     |         |
| 2018년     | 45         | 0     | 0     | 0     | 0     | 1       | 3     | 0     | 18       | .250  | 191   | 41.2  | 50    | 9        | 17       | 3     | 1    | 36    | 2        | 0     | 25    | 25    | 5.40     | 1.61     |         |
| 2019년     | 2          | 0     | 0     | 0     | 0     | 0       | 2     | 0     | 0        | .000  | 10    | 1.2   | 2     | 0        | 2        | 0     | 0    | 1     | 0        | 0     | 3     | 2     | 10.80    | 2.40     |         |
| 통산：10년 | 통산：10년 | 340   | 31    | 0     | 0     | 0       | 20    | 34    | 0        | 120   | .370  | 2164  | 515.1 | 521      | 41       | 120   | 6    | 17    | 332      | 7     | 0     | 225   | 210      | 3.67     | 1.24    |

- 2019년 기준.